# 互联网+
互联网+是2015年由中華人民共和國国务院总理李克强提出的概念，指的是互联网的移动化与廣泛運用，以及与传统行业的融合及应用。

## 历史
2012年11月，易观国际集团董事长于扬首次提及“互联网+”，认为互联网是下一个社会基础设施，世界上任何的传统行业和服务行业都应该被互联网改变。2013年腾讯公司首席执行官马化腾提到了互联网未来发展的一个方向就是“互联网+”。
2015年3月5日第十二届全国人民代表大会第三次会议开幕会上，国务院总理李克强在政府工作报告中提出“互联网+”行动计划，“推动移动互联网、云计算、大数据、物联网等与现代制造业结合，促进电子商务、工业互联网和互联网金融健康发展，引导互联网企业拓展国际市场。”

## 内涵
李克强总理提出的“互联网+”实际上是创新2.0下的互联网发展新形态、新业态，是知识社会创新2.0推动下的互联网形态演进。新一代信息技术发展催生了创新2.0，而创新2.0又反过来作用与新一代信息技术形态的形成与发展，重塑了物联网、云计算、社会计算、大数据等新一代信息技术的新形态。新一代信息技术的发展又推动了创新2.0模式的发展和演变，Living Lab（生活实验室、体验实验区） 、Fab Lab（个人制造实验室、创客）、AIP（“三验”应用创新园区）、Wiki（维基模式）、Prosumer（产消者）、Crowdsourcing（众包） 等典型创新2.0模式不断涌现。新一代信息技术与创新2.0的互动与演进推动了“互联网+”的浮现，这种互动演进可参阅《创新2.0研究十大热点》一文。互联网随着信息通信技术的深入应用带来的创新形态演变，本身也在演变变化并与行业新形态相互作用共同演化，如同以工业4.0为代表的新工业革命以及Fab Lab及创客为代表的个人设计、个人制造、群体创造。可以说“互联网+”是新常态下创新驱动发展的重要组成部分。 
国内学者认为“互联网+”是信息化促进工业化的提法的升级版，是未来中国经济发展的最重要引擎。其关键是创新，要将当前在中国大地正在掀起的创客的创新创业大潮引导其使用互联网及创新2.0这个利器，以期完成中国当前新常态的经济转型和中高速增长，迈向中高端水平，这样才能让“+”更有意义，也为‘互联网+’时代为全面发展信息经济做好开局。

## 发展
“互联网+”在较早被提出时，聚焦在互联网对传统行业的渗透和改变。每一个传统行业都孕育着“互联网+”的机会。“互联网+”“+”是什么？是传统行业的各行各业。马化腾提出“互联网+”是一个趋势，加的是传统的各行各业。联网加媒体产生了网络媒体，对传统媒体影响很大；互联网加娱乐产生网络游戏；互联网加零售产生电子商务，已经中国经济重要组成部分；互联网加金融，使得金融变得更有效率，更好地为经济服务。
从另一个角度分析，传统行业每一个细分领域的力量仍然是无比强大的，互联网是推动传统行业的有利工具。从18、19世纪第一次工业革命发明了蒸汽机技术到19、20世纪第二次工业革命有了电力的技术以来，很多的行业发生了变化。互联网诞生后，也进一步推动了知识的产生及传播。从这个角度看，互联网是可以更有力的推动各传统行业发展的工具。当然，互联网也会推动和衍生出很多新的事物、新的机会。
随着互联网深入应用，特别是以移动技术为代表的普适计算、泛在网络的发展与向生产生活、经济社会发展各方面的渗透，信息技术推动的面向知识社会的创新形态形成日益受到关注。创新形态的演变也推动了互联网形态、信息通信技术形态的演变，物联网、云计算、大数据等新一代信息技术作为互联网的延伸和发展，在与知识社会创新2.0形态的互动中也进一步推动了创新形态的演变，涌现出Web2.0、开源软件、微观装配、创客等创新2.0的典型案例以及AIP、LivingLab、FabLab、创客、维基、威客、众包众筹等创新2.0典型模式。
正是在这种背景下，中央提出创新驱动发展“新常态”，提出充分利用新一代信息技术发展和知识社会的下一打创新机遇，简政放权、强化法治、鼓励创新创业、激发市场和社会活力，并出台一系列鼓励大众创新、万众创业的举措。李克强总理在第十二届全国人大三次会议上的政府工作报告中提出的“互联网+”也就具有了更丰富、更深刻、更富时代特征的内涵。报告中指出新兴产业和新兴业态是竞争高地，要实施高端装备、信息网络、集成电路、新能源、新材料、生物医药、航空发动机、燃气轮机等重大项目，把一批新兴产业培育成主导产业。制定“互联网+”行动计划，推动移动互联网、云计算、大数据、物联网等与现代制造业结合，促进电子商务、工业互联网和互联网金融健康发展，引导互联网企业拓展国际市场。国家已设立400亿元新兴产业创业投资引导基金，要整合筹措更多资金，为产业创新加油助力，并全力推进创新、创业，全面激发市场和社会活力，进入创新2.0时代创新驱动发展的“新常态”。

## 趋势
个人电脑互联网、无线互联网，物联网等，都是互联网在不同阶段、不同侧面的一种提法，这也是谈论未来变化的一个基础。未来“连接一切”时代还有很多的想象空间。当然“互联网+”不仅仅是连接一切的网络或将这些技术应用于各个传统行业。除了无所不在的网络（泛在网络），还有无所不在的计算（普适计算）、无所不在的数据、无所不在的知识，一起形成和推进了新一代信息技术的发展，推动了无所不在的创新（创新民主化），推动了知识社会以用户创新、开放创新、大众创新、协同创新为特点的创新2.0。正是新一代信息技术与创新2.0的互动和演进共同租用，改变着人们的生产、工作、生活方式，并给当今中国经济社会的发展带来的无限的机遇。
李克强总理在政府工作报告中提出的“互联网+”概念是以信息经济为主流经济模式，体现了知识社会创新2.0与新一代信息技术的发展与重塑。而目前的新常态是信息经济发展的起步，或信息经济全面发展的开端，今天经济的转型和增长要从要素驱动转向创新驱动，而以互联网为载体的知识社会创新2.0模式是创新驱动的最佳选择。“互联网+”不仅意味着新一代信息技术发展演进的新形态、也意味着面向知识社会创新2.0逐步形成演进、经济社会转型发展的新机遇，推动开放创新、大众创业、万众创新、推动中国经济走上创新驱动发展的“新常态”。